# 허정구
허정구(許鼎九, 1911년 8월 6일 - 1999년 9월 23일)는 삼양통상 회장과 삼성물산의 초대 사장을 지냈으며 GS그룹의 효시인 대한민국의 기업가이다. 본관은 김해(金海), 호는 보헌(寶軒)이다. 

## 생애
경상남도 진주시 지수면 승산리 김해 허씨 집성촌에서 태어났다. 할아버지는 지산정(止愼亭) 허준(許駿, 1844-1932)으로 선공감감역을 지낸 뒤 1886년 사마시에 합격하여 진사가 되었고 1903년 비서원승(秘書院丞)을 지냈다. 경상하도의 이름난 만석꾼으로서 지역사회 구휼 활동은 물론 구인회, 이병철, 조홍제 등이 졸업한 지수초등학교 부지 제공에 힘썼으며 독립운동의 자금줄 역할을 했던 백산상회 설립에 참여하였다. 
아버지는 LG그룹 공동창업주 효주(曉州) 허만정(許萬正, 1897-1952)으로 허준의 차남인데, 역시 독립운동을 지원했으며 진주여고를 설립하기도 했다. 
지수초등학교를 거쳐 1936년 보성전문학교 법과를 졸업하였고, 이병철과 함께 삼성물산 경영에 참여하여 삼성그룹의 공동 창업주가 되었다. 이후 독립하여 1961년 삼양통상의 사장이 되었다. 1976년 삼양통상 회장직에 올랐다. 1985년에는 한국나이키 투자합작회사를 세웠다. 
스포츠분야에 대한 애정과 재능도 있어 1971년 한국올림픽위원회(KOC) 위원 및 1973년 대한골프협회장을 지냈다. 1983년에는 아시아태평양아마골프회의 회장이 되었다.

## 수상
- 체육훈장 기린장.

## 가족 관계
아버지 허만정의 원배(元配)는 초계 정씨로 참봉(參奉) 정연기(鄭演祈)의 여식이다. 슬하에 5남을 두었고 허정구는 그 중 장남이다. 원배가 1938년 별세한 뒤 계배(繼配) 진주 하씨를 맞이하였고 슬하에 3남을 두었다.
부인은 보성전문학교 선배인 이석련(李錫璉, 1895-1952)의 딸 여주 이씨로 회재 이언적의 후손이다. 슬하에 3남 2녀를 두었다.
- 조부: 허준(許駿, 1844 ~ 1932), 진사, 선공감 감역, 비서원승, 백산상회 설립
  - 아버지: 허만정(許萬正, 1897 ~ 1952), LG그룹 공동창업주, GS그룹 효시
  - 원배: 초계 정씨(1895 ~ 1937), 부(父) 참봉 연기(演祈), 슬하 5남
  - 계배: 진주 하씨(1916 ~ 사망), 슬하 3남
    - 부인: 여주 이씨 이행좌(李幸佐, 1917 ~ 2004), 부(父) 석련(錫璉) 
      - 장남: 허남각(許南珏, 1938년 ~2025년) - 삼양통상 회장
      - 장자부: 구자영 - 이화여자대학교 문헌정보학과 명예교수
        - 손자: 허준홍(1975년 ~ ) - 삼양통상 대표이사, 보성고, 고려대 경영학과 졸업

      - 장녀: 허영자(許永子) - 벽산 그룹 회장 김희철과 결혼
      - 차남: 허동수(許東秀, 1943년 ~ ) - GS칼텍스 명예회장
      - 차자부: 김자경 - 동양물산 회장 김선집의 딸
        - 손자: 허세홍(1968년 ~ ) - GS칼텍스 대표이사 사장, 휘문고, 연세대 경영학과 졸업
        - 손부: 이희정(1969년 ~ ) - 부방그룹-쿠첸 회장 이동건의 딸, 경주 양동 회재 이언적의 후손
        - 손자: 허자홍(1972년 ~ ) - H-Plus홀딩스 대표
        - 손부: 신혜진(1975년 ~ )
        - 손녀: 허지영(1980년 ~ 2020년) - 아시아시멘트 회장 이병무의 차남과 혼인

      - 삼남: 허광수(許光秀, 1946년 ~ )  - 삼양인터내셔널 회장
      - 삼자부: 김영자 - 전 외무부장관 김동조의 딸
        - 손녀: 허유정(許裕貞) - 방준오(방상훈 조선일보 대표이사의 아들)과 동명이인의 아내
        - 손자: 허서홍(1977년 ~ ) - GS 미래사업팀장, 부사장, 대일외고, 서울대 서양사학과 졸업
        - 손부: 홍정현 - 중앙일보 홍석현 회장의 딸

      - 차녀: 허영숙

    - 남동생: 허학구(許學九, 1912년 ~ 1999년, 새로닉스 회장)
    - 남동생: 허준구(許準九, 1923년 ~ 2002년, LG건설 명예회장)
    - 남동생: 허신구(許愼九, 1929년 ~ 2017년, GS리테일 명예회장)
    - 남동생: 허완구(許完九, 1936년 ~ 2017년, 승산 회장)
    - 남동생: 허승효(許承孝, 1944년 ~ , 알토 회장)
    - 남동생: 허승표(許承杓, 1946년 ~ , 피플웍스 회장)
    - 남동생: 허승조(許承祖, 1950년 ~ , GS리테일 사장)

김인득 전 벽산 그룹 명예회장과는 사돈지간이다.